# Abrostola oculea
Abrostola oculea là một loài bướm đêm trong họ Noctuidae.